# 簡斯維爾 (伊利諾伊州)
簡斯維爾（英語：Janesville）是位於美國伊利諾伊州科爾斯縣的一個非建制地區。該地的面積和人口皆未知。

## 地理
簡斯維爾的座標為39°22′27″N 88°14′37″W / 39.37417°N 88.24361°W，而該地的平均海拔高度為210米（即689英尺）。